# قمار در ایران
قمار در ایران (به انگلیسی: Gambling in Iran) شامل شکل‌های گوناگون شرط‌بندی و قمار در ایران می‌شود. براساس قوانین نظام جمهوری اسلامی ایران «قمار» به هر نحوی جرم تلقی می‌شود و مطابق قانون باید با همه افرادی که به نحوی در شکل‌گیری و ایجاد شرایط قمار دخیل هستند برخورد قضائی صورت گیرد.

## تاریخچه
قمار به شکل کنونی برای اولین بار تحت عنوان «بلیت بخت‌آزمایی» در کشور اجرا شد. در دوران پهلوی برنامه‌هایی برای ایجاد قمارخانه با سرمایه‌گذاری‌های خارجی با هدف جذب سرمایه‌گذاری خارجی و گردشگر ارایه شد. پس از انقلاب شرط‌بندی و قماری ممنوع اعلام شد و در پی آن قمارخانه‌ها تعطیل شدند.
پس از ۱۳۷۰ به بعد به شکل جدید به صورت قرعه‌کشی و اهدای جوایز از سوی بانک‌ها و شرکت‌ها انجام شد. انتشار برگه‌های موسوم به «ارمغان بهزیستی» و برگه‌های شرط‌بندی و پیش‌بینی مسابقات که در اصطلاح عمومی «توتو» خوانده می‌شدند نیز از دیگر اشکال قمار و بخت‌آزمایی در ایران بودند. با گسترش شبکه‌های تلفن همراه صورت دیگری از بخت‌آزمایی نیز از سوی صدا و سیما پیگیری شد که به آن شیوه «ستاره-مربع» گفته می‌شود.

## قانون
در قانون مجازات جمهوری اسلامی ایران، در ماده ۷۰۵ آمده‌است:
قماربازی با هر وسیله‌ای، ممنوع و مرتکبین آن به یک تا شش ماه حبس یا تا ۷۴ ضربه شلاق محکوم می‌شوند و در صورت تجاهر به قمار بازی، به هر دو مجازات محکوم می‌گردند.
همچنین در ماده ۴۶۵ قانون مدنی ایران نیز بیان شده‌است:
قمار و گروبندی باطل و دعاوی راجعه به آن مسموع نخواهد بود.
- ماده ۷۰۶: خرید، حمل و نگاهداری آلات قمار تا سه ماه حبس یا تا ۱۵۰هزار تومان جریمه نقدی.
- ماده ۷۰۷: تولید، فروش، واردات یا دادن وسایل قمار به دیگران سه ماه تا یک سال حبس و تا ۶۰۰هزار تومان جریمه.
- ماده ۷۰۸: مجازات دایر کردن قمارخانه شش ماه تا دو سال حبس یا تا یک میلیون تومان جریمه نقدی.
- ماده ۷۰۹: ضابط قانونی می‌تواند وسایل قمار را معدوم یا ضبط کند.
- ماده ۷۱۰: هر گونه اشتغال در قمارخانه‌ها، معاونت در جرم محسوب می‌شود.
- ماده ۷۱۱: اطلاع از وجود قمارخانه و عدم گزارش آن سه تا شش ماه حبس یا تا ۷۴ ضربه شلاق.

## سایت‌های شرط‌بندی
بیشتر این سایت‌ها در کشورهای همسایه ایران مانند ترکیه و ارمنستان اداره می‌شوند. هیچ آمار رسمی از تعداد این سایت‌های شرط‌بندی اعلام نشده‌است اما بر اساس برخی گمانه‌زنی‌ها بالغ بر ۳۰۰ سایت شرط‌بندی فارسی‌زبان فعالیت می‌کنند. به گفته رئیس پلیس سایبری ناجا از ابتدای سال ۹۸ تا پایان مرداد همان سال، شناسایی ۱۰۰۴ فقره تارنمای قمار انجام گرفته که منجر به تشکیل ۳۹۲ فقره پرونده قضایی با گردش مالی بیش از ۹۶ میلیارد تومان و مسدود سازی بیش از ۹ میلیارد تومان شده‌است.
این سایت‌ها به‌جز تراکنش با ارزهای دیجیتال، به صورت ریالی هم کار می‌کنند، بعضی از آنها از درگاه‌های داخلی استفاده و برخی هم با حساب‌های اجاره‌ای و کارت‌به‌کارت پول جابه‌جا می‌کنند. در مورد گردش مالی سایت‌های شرط‌بندی و قمار در ایران رقم‌های مختلفی ذکر شده اما بر اساس منابعی مانند بی‌بی‌سی و خبرگزاری مهر تراکنش سالانهٔ این وبسایت‌ها احتمالاً رقمی بین ده تا پانزده هزار میلیارد تومان است. این در حالیست که خبر آنلاین از رقم ۱۵ هزار میلیارد تومان با عنوان «نوک کوه یخی که از سایت‌های شرط‌بندی می‌دانیم» یاد کرده‌است.

### دریافت مجوز درگاه
داشتن وبگاه رسمی و فعال به منظور فروش خدمات یا کالا، گرفتن نماد اعتماد الکترونیکی کسب‌وکارهای اینترنتی، داشتن حساب بانکی نزد یکی از شعب بانک‌های عضو شبکه شتاب و داشتن مدارک هویتی بخشی از مراحل دریافت مجوز برای درگاه اینترنتی را تشکیل می‌دهد.

### مبلغان شرط‌بندی
افرادی از قشرهای مختلف همچون برخی از بازیگرها، خواننده‌ها، ورزشکاران و چهره‌های معروف‌شده در فضای مجازی معروف به «شاخ اینستاگرامی» برای سایت‌های شرط‌بندی تبلیغ می‌کنند. «شاخ‌های اینستاگرام» با ارائهٔ تصاویر فریبنده از دارایی‌ها و سبک زندگی مرفه‌شان ادعا می‌کنند تمام ثروتشان را از راه قمار آنلاین به دست آورده‌اند. حاشیه‌سازی و جنجال‌آفرینی‌های صوری مانند دعوا و آشتی‌کنان، ازدواج و طلاق، خودکشی، دوئل و آدم‌ربایی از جمله شگردهای آن‌ها برای جذب مخاطب و افزایش تعداد فالورهایشان است. به گفتهٔ مهدی رستم‌پور بیشتر این افراد بابت جذب مخاطب از یک کانون شرط‌بندی با مدیریت شخصی با اسم مستعار «دکتر» و پسرش با نام مستعار «مونتیگو» دستمزد می‌گیرند. پیش‌تر محمد جرجندی (فعال اینترنتی و کارشناس امنیت اطلاعات) هم از این پدر و پسر به‌عنوان دو تن از سرشاخه‌های مافیای شرط‌بندی اینترنتی نام برده بود.

## بازی فکری یا آلت قمار؟
شطرنج مدتی در ایران به علت اینکه آلت قمار بود ممنوع بود ولی در خصوص تخته نرد و برخی انواع بازی ورق که مسابقات بین المللی دارند و به عنوان بازی یا ورزش فکری درآمده اند نظر مشخصی وجود ندارد و به طور پیش فرض ممنوع هستند در حالی که هم می توان آن را آلت قمار دانست و هم می توان آن را ورزش فکری در نظر گرفت.

## فساد و پول‌شویی
تمام سایت‌ها پس از دسترسی به حساب بانکی فرد از آن مبلغ بسیاری برمی‌دارند تا حدی که فردی ادعا کرده‌است که فردای آن روز ۶ میلیون تومان از حساب او برداشته و پس انتقال حساب بانکی هزاران نفر به صرافی منتقل و به لیر تبدیل شده‌است.

## واکنش‌ها
- محمد جواد آذری جهرمی، وزیر ارتباطات و فناوری اطلاعات:[۱]

من به‌زودی پشت‌پرده اینها را افشا می‌کنم. یک اتفاق واقعاً شومی است. نقل و انتقال مالی شرط‌بندی در حال حاضر در شبکه بانکی کشور انجام می‌شود.
- وحید مجید، رئیس پلیس فتا:[۱۲]

اکانت‌های تبلیغ سهم به سزایی در وقوع این جرم دارند. این اقدامات باعث تشکیل ۱۴۰۰ پرونده شد و ۶۰۳ متهم را در این رابطه دستگیر کردیم. با افرادی که تبلیغ کنند، برخورد می‌کنیم و مردم عادی و چهره‌های مشهور برای ما فرقی ندارد.